# الجربة (لحج)
الجربه هي إحدى قرى الجمهورية اليمنية. وهي تتبع جغرافيًا لمحافظة لحج. وإداريًا لمديرية المفلحي. يبلغ تعداد سكانها 1175 نسمة حسب الإحصاء الذي جرى عام 2004.